# Acacia villaregalis
Acacia villaregalis é uma espécie de leguminosa do gênero Acacia, pertencente à família Fabaceae.